# Zápas na Letních olympijských hrách 1972 – muži, řecko-římský nad 100 kg
Zápas řecko-římský ve váhové kategorii nad 100 kg na Letních olympijských hrách 1972 v Mnichově probíhal od 6. do 10. září. O medaile se utkalo 12 zápasníků.

## Turnajové výsledky
Byl použit systém eliminace zápornými body. Zápasník, který nasbíral 6 negativních bodů, byl vyřazen z dalších bojů. Když zůstali v turnaji poslední tři, rozhodlo o jejich konečném pořadí speciální finálové kolo. 
Legenda
- DNA — Nenastoupil
- TPP — Celkem trestných bodů
- MPP — Trestných bodů v zápase

Penalizace
- 0 — Lopatkové vítězství, vítězství pro pasivitu, zranění, nebo diskvalifikaci protivníka
- 0.5 — Vítězství pro technickou převahu
- 1 — Vítězství na body
- 2 — Remíza
- 2.5 — Remíza, pasivita
- 3 — Prohra na body
- 3.5 — Prohra pro technickou převahu soupeře
- 4 — Lopatková prohra, prohra z důvodu pasivity, zranění, nebo diskvalifikace

### Kolo 1
| TPP | MPP |                        | Čas  |                         | MPP | TPP |
| --- | --- | ---------------------- | ---- | ----------------------- | --- | --- |
| 0   | 0   | Ištvan Semeredi (YUG)  | 3:47 | Miguel Zambrano (PER)   | 4   | 4   |
| 4   | 4   | Tomomi Curuta (JPN)    | 6:46 | József Csatári (HUN)    | 0   | 0   |
| 4   | 4   | Chris Taylor (USA)     | 3:14 | Wilfried Dietrich (FRG) | 0   | 0   |
| 0   | 0   | Petr Kment (TCH)       | 8:21 | Raimo Karlsson (FIN)    | 4   | 4   |
| 4   | 4   | Victor Dolipschi (ROU) | 7:39 | Anatolij Roščin (URS)   | 0   | 0   |
| 4   | 4   | Edward Wojda (POL)     | 5:59 | Aleksandar Tomov (BUL)  | 0   | 0   |

### Kolo 2
| TPP | MPP |                         | Čas  |                        | MPP | TPP |
| --- | --- | ----------------------- | ---- | ---------------------- | --- | --- |
| 0   | 0   | Ištvan Semeredi (YUG)   | 7:48 | Tomomi Curuta (JPN)    | 4   | 8   |
| 8   | 4   | Miguel Zambrano (PER)   | 5:55 | József Csatári (HUN)   | 0   | 0   |
| 8   | 4   | Chris Taylor (USA)      | 7:50 | Petr Kment (TCH)       | 4   | 4   |
| 0   | 0   | Wilfried Dietrich (FRG) | 6:39 | Raimo Karlsson (FIN)   | 4   | 8   |
| 4   | 0   | Victor Dolipschi (ROU)  | 1:36 | Edward Wojda (POL)     | 4   | 8   |
| 1   | 1   | Anatolij Roščin (URS)   |      | Aleksandar Tomov (BUL) | 3   | 3   |

### Kolo 3
| TPP | MPP |                         | Čas  |                        | MPP | TPP |
| --- | --- | ----------------------- | ---- | ---------------------- | --- | --- |
| 4   | 4   | Ištvan Semeredi (YUG)   | 5:54 | József Csatári (HUN)   | 4   | 4   |
| 4   | 4   | Wilfried Dietrich (FRG) | 8:10 | Victor Dolipschi (ROU) | 0   | 4   |
| 7   | 3   | Petr Kment (TCH)        |      | Anatolij Roščin (URS)  | 1   | 2   |
| 3   |     | Aleksandar Tomov (BUL)  |      | Bye                    |     |     |

### Kolo 4
| TPP | MPP |                         | Čas  |                        | MPP | TPP |
| --- | --- | ----------------------- | ---- | ---------------------- | --- | --- |
| 3   | 0   | Aleksandar Tomov (BUL)  | 0:29 | Ištvan Semeredi (YUG)  | 4   | 8   |
| 8   | 4   | József Csatári (HUN)    | 6:54 | Victor Dolipschi (ROU) | 0   | 4   |
| 8   | 4   | Wilfried Dietrich (FRG) | 0:00 | Anatolij Roščin (URS)  | 0   | 0   |

### Finále
Výsledky z předchozích kol se započítávají do finále (žlutě zvýrazněno).
| TPP | MPP |                        | Čas  |                        | MPP | TPP |
| --- | --- | ---------------------- | ---- | ---------------------- | --- | --- |
|     | 4   | Victor Dolipschi (ROU) | 7:39 | Anatolij Roščin (URS)  | 0   |     |
| 1   | 1   | Anatolij Roščin (URS)  |      | Aleksandar Tomov (BUL) | 3   |     |
| 5   | 2   | Aleksandar Tomov (BUL) |      | Victor Dolipschi (ROU) | 2   | 6   |

## Finálové pořadí
1. Anatolij Roščin (URS)
2. Aleksandar Tomov (BUL)
3. Victor Dolipschi (ROU)
4. Ištvan Semeredi (YUG),  József Csatári (HUN) a  Wilfried Dietrich (FRG)